# Кастильехо, Кристобаль де
Кристо́баль де Кастилье́хо (исп. Cristóbal de Castillejo; 1491, Сьюдад-Родриго — 12 июня 1556, Вена) — испанский поэт.
Современник Гарсиласо де Ла Веги и Хуана Боскана. Приверженец традиционных форм испанской поэзии и критик итальянского влияния в испанской поэзии. Автор сатирического произведения «Петраркисты», переводчик Катулла.
В 15 лет был принят при дворе Фердинанда II и служил пажом и секретарём эрцгерцога Фердинанда, младшего брата Карла V. Жил в цистерцианском монастыре Святого Мартина. В 1525 году вернулся на службу к прежнему хозяину, который в 1526 году стал королём Венгрии. Много путешествовал по Европе. Оставаясь монахом, вёл весьма вольный образ жизни в Вене, где у него родился ребёнок. Умер в монастыре в Вене. Похоронен в Винер-Нойштадт.

## Сочинения
- поэмы Sa vida de Corte, Dialogo entre el у su pluma, Dialogo entre la verdad y la Lisonja, Historia de los dos leales amadores Piramo y Tisbe, Sermon de amores
- драма La Forsa de la Costanza
- Поэзия испанского Возрождения. — М., 1990. — С. 107—114.